# Sandhya Ravishankar
Sandhya Ravishandhar, née en 1984, est une journaliste d'investigation de Chennaï qui s'intéresse depuis 2013 aux questions environnementales dans son pays, et en particularité à l'extraction illégale de sable par des grandes entreprises. Ses articles lui ont valu d'être harcelée par les sociétés minières. Elle crée en 2016, avec d'autres journalistes d'investigation le média anglophone  en ligne The Lede pour pouvoir continuer à aborder des questions sensibles.

## Biographie
Sandhya Ravishandhar est née en 1984. En 2013, alors qu'elle exerce sur la chaîne d’information continue Times Now, elle tourne des reportages sur l'extraction industrielle illégale de sable, dans l'État du Tamil Nadu, un sujet jusqu'alors peu médiatisé.  Times Now (en) est alors une chaîne payante leader dans le paysage audio-visuel national, place qu'elle conservera jusqu'en 2016. Ces reportages sont diffusés alors qu'un préfet, qui venait de constater que le géant du secteur minier V.V. Mineral outrepassait ses permis d'exploitation, venait d'être muté dans un autre district. Sandhya Ravishandhar découvre lors de son enquête que l'exploitation du sable entraîne une salinité élevée de l'eau des puits et que les habitants de la région présentent un taux anormal de dialysés. Quelques heures après la diffusion, elle reçoit des menaces sur les réseaux sociaux et est poursuivie par l'entreprise. La ministre en chef de l’État du Tamil Nadu, l'ancienne star de cinéma Jayalalithaa, finit par ouvrir une enquête sur le sujet.
En 2015, devenue journaliste indépendante, elle publie un reportage sur le même sujet dans le journal The Economic Times et la société V.V. Mineral la poursuit pour diffamation, dont elle sortira blanchie. Le groupe minier l'accuse d'avoir été payée par une société concurrente et de diffuser de fausses nouvelles. Lorsqu'elle publie à nouveau une série d’articles sur le site indien The Wire, son adresse privée et son numéro de téléphone sont révélés sur les réseaux sociaux, où elle est harcelée par des trolls et elle est placée sous protection policière pendant plusieurs mois. En 2016, l’interdiction d’exploiter du sable et de l’exporter est finalement appliquée. 
Afin de pouvoir continuer d'enquêter sur des sujets sensibles, elle cofonde, en 2016, avec des collègues journalistes le Média en ligne The Lede [Le chapeau].
En 2018, HarperCollins publie sa biographie en anglais du leader politique Karunanidhi.
Elle participe à l'enquête Pegasus menée en 2021 qui révèle que le rédacteur en chef de The Wire, Siddharth Varadarajan, fait partie des journalistes ciblés par le logiciel espion.

## Publications
- (en) Karunanidhi : A Life in Politics, HarperCollins, 2018, 264 p. (ISBN 978-9-352-77920-8, présentation en ligne)

### Articles liés
- Sumaira Abdulali (en)
- Assassinat de Sandeep Kothari (en)
- Projet Pegasus (journalisme)